# Phasis zeuxo
Phasis zeuxo is een vlinder uit de familie Lycaenidae. De wetenschappelijke naamid gepubliceerd in 1764 door Linnaeus.